# David Lujan

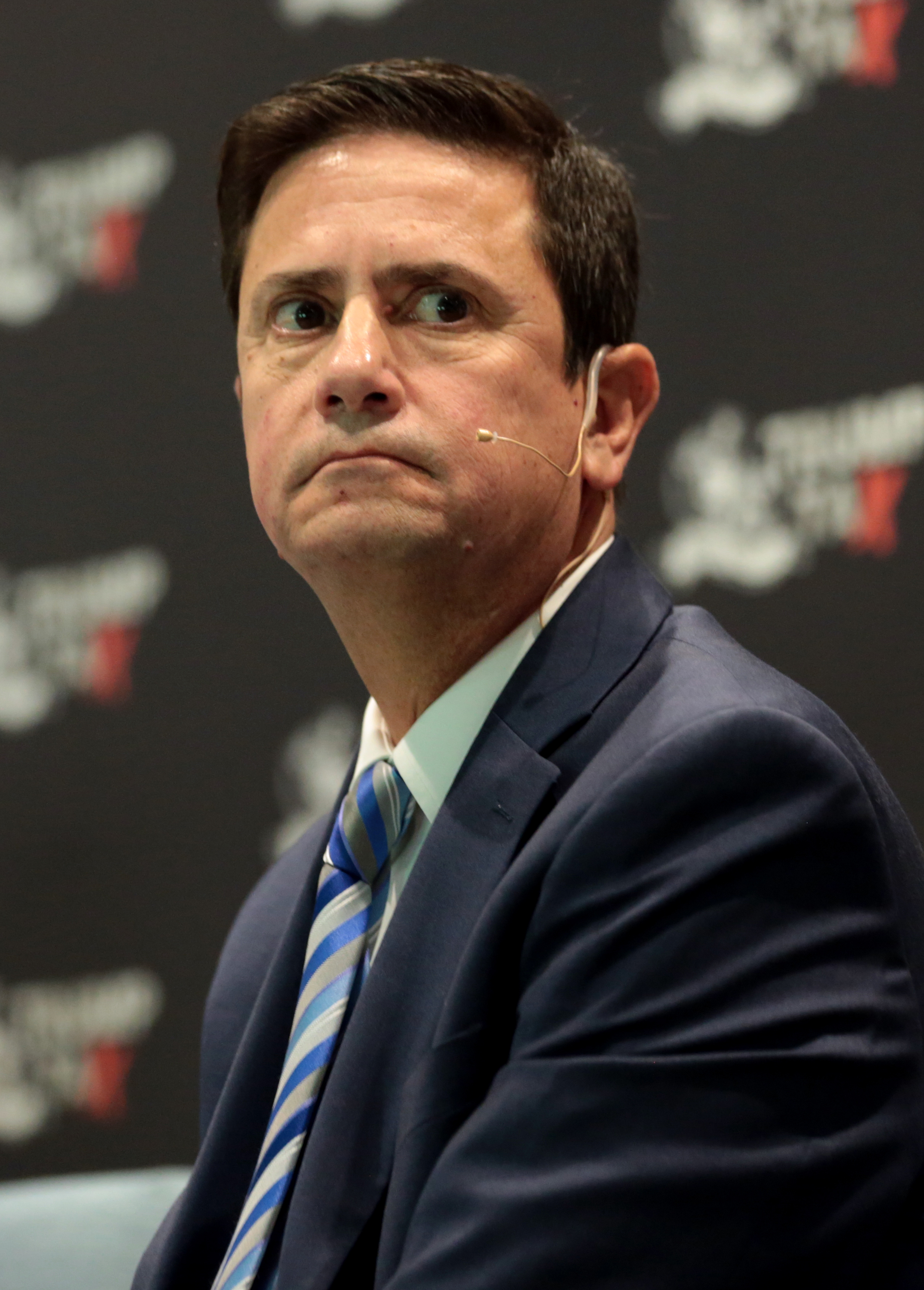
David Lujan (2018)

David Lujan (* 7. April 1965) ist ein amerikanischer Politiker der Demokratischen Partei. Er gehörte von 2004 bis 2011 dem Repräsentantenhaus und 2012/13 dem Senat von Arizona an.
Lujan, der an der Arizona State University den Bachelorgrad in Marketing erhielt und 1996 mit dem Juris Doctor abschloss, ist Partner einer Rechtsanwaltskanzlei in Phoenix. 2002 wurde er in den Phoenix Union High School District Governing Board gewählt. 2006 wurde er erneut in das Gremium gewählt, dessen Vorsitz er 2007/2008 ausübte.
Lujan wurde 2004 ins Repräsentantenhaus von Arizona gewählt, dem er ab Januar 2005 für drei Legislaturperioden angehörte und 2009/10 Vorsitzender der Demokraten als Minderheitsfraktion war (minority leader). Er war das führende demokratische Mitglied im Bildungsausschuss und Mitglied im Haushaltsausschuss des Repräsentantenhauses. Da er 2010 nicht zur Wiederwahl antrat, schied Lujan im Januar 2011 aus dieser unteren Kammer der State Legislature Arizonas aus. Im Jahr 2010 trat Lujan stattdessen für die Position des Attorney General Arizonas an, unterlag aber in der Vorwahl der Demokraten.
Am 11. Januar 2012 wurde Lujan zum Mitglied des Senats von Arizona ernannt. Er trat dort die Nachfolge von Kyrsten Sinema für den Rest ihres Mandats an, nachdem sie zurückgetreten war, um ihre Kandidatur für das Repräsentantenhaus der Vereinigten Staaten zu betreiben. Er vertrat dort den 15. Wahlbezirk Arizonas, der den Großteil der Stadt Phoenix umfasst. Lujan trat bei der Wahl im November 2012 nicht für das Mandat an und schied im Januar 2013 aus dem Senat aus. Im August 2013 trat er in der Vorwahl der Demokraten für den 4. Sitz im Stadtrat von Phoenix an, unterlag aber ebenfalls.
Er ist Direktor des Arizona Center for Economic Progress und bezeichnet sich selbst als Progressiven, der wie Sinema gelernt habe, überparteilich zusammenzuarbeiten, um Ergebnisse zu erzielen.